# Megastigmus somaliensis
Megastigmus somaliensis är en stekelart som beskrevs av Hussey 1956. Megastigmus somaliensis ingår i släktet Megastigmus och familjen gallglanssteklar.
Artens utbredningsområde är:
- Etiopien.
- Somalia.

Inga underarter finns listade i Catalogue of Life.